# Sito Pons
Alfonso Pons Ezquerra (Barcellona, 9 novembre 1959) è un dirigente sportivo e pilota motociclistico spagnolo ritiratosi dall'attività agonistica, vincitore di due titoli nel motomondiale.

## Carriera
Conosciuto con il soprannome Sito, abbreviazione del diminutivo "Alfonsito". Dal 1992 gestisce la squadra Pons Racing, di sua proprietà, che compete nel motomondiale. Anche due suoi figli: Edgar e Axel hanno gareggiato come piloti motociclistici.

### Pilota

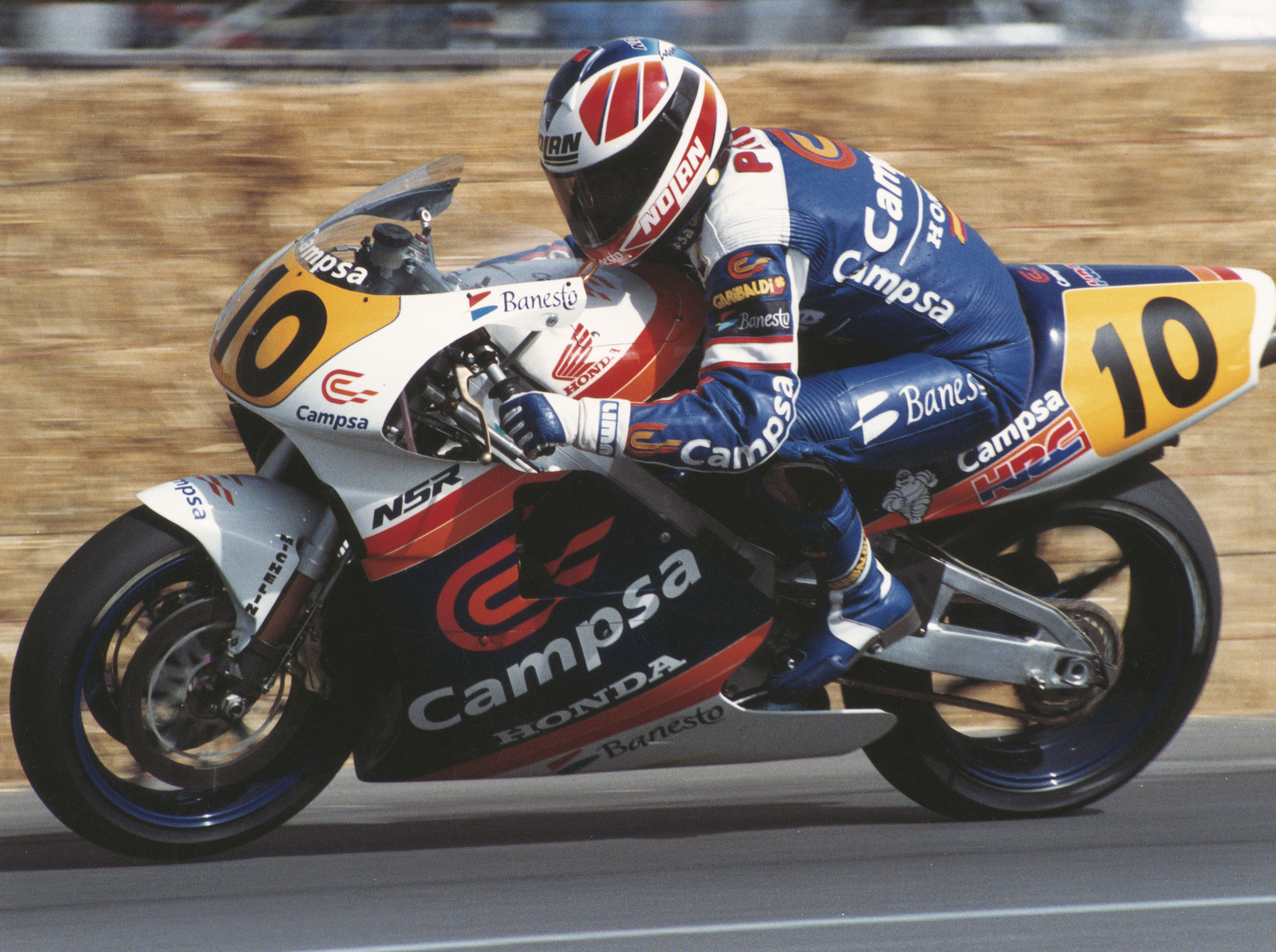
Pons in pista a Laguna Seca nel 1991.

Pons ha esordito a livello internazionale nel 1979, anno nel quale conquista i suoi primi successi nella Coppa Bultaco Streaker e nel Criterium Solo Moto AGV. L'anno successivo conferma il suo talento, e anche i risultati, pur senza vittorie, sono ottenuti in gare di maggior prestigio: nel 1980 giunge infatti 7º nella 200 Miglia del Paul Ricard, ottiene il 5º posto nel Campionato spagnolo supersport, il 3º (1º degli spagnoli) nel Superprestigio Solo Moto ed esordisce nel motomondiale nella classe 500 partecipando al GP di Spagna.
Il 1981 segna il suo passaggio nella classe 250, nella quale ha ottenuto i maggiori risultati restandovi fino al 1989, con la sola eccezione del 1985, in cui corre nella classe 500; ancora nella classe maggiore disputerà i suoi ultimi due campionati mondiali, nel 1990 e nel 1991. In totale ha partecipato a 11 edizioni del Campionato mondiale di motociclismo quale pilota titolare, tra il 1981 e il 1991, ottenendo la sua prima vittoria nel Gran Premio di Spagna del 1984 e l'ultima nel Gran Premio di Svezia del 1989. Nel 1986 è stato anche campione di Spagna nella classe 250. Per i suoi risultati sportivi venne insignito nel 1990 del Premio Principe delle Asturie.

### Dirigente

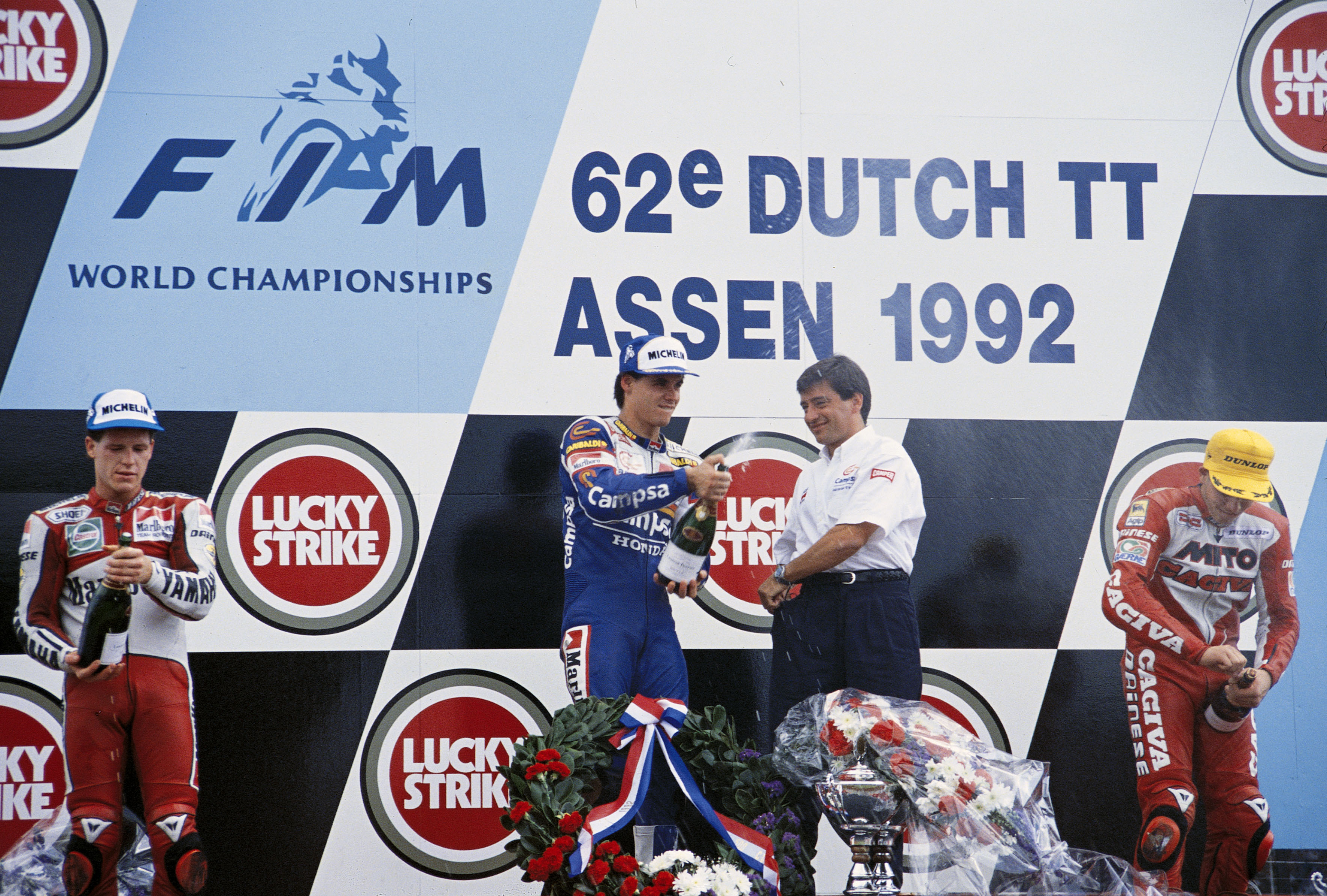
Pons (secondo da destra), nelle vesti di team manager, festeggia la vittoria del suo pilota Àlex Crivillé ad Assen nel 1992.

Dopo il ritiro dalle corse, Pons intraprende una carriera quale proprietario e manager di squadre motociclistiche, prima in competizioni minori e poi nel campionato mondiale, ottenendo risultati di rilievo con piloti del calibro di Àlex Crivillé, Carlos Checa, Loris Capirossi, Alex Barros, Max Biaggi e Makoto Tamada, fino al 2005, anno in cui gestì un team in MotoGP con i piloti Alex Barros e Troy Bayliss. Nelle stagioni successive il team di Pons non ha partecipato al campionato mondiale per problemi prevalentemente economici dovuti alla carenza di sponsor.
Torna nel motomondiale nel 2008 con un incarico da direttore commerciale nella scuderia Jack&Jones WRB, che corre con delle Aprilia nella classe 125. In questo team, impegnato anche nel campionato spagnolo con il figlio Axel, ritrova anche due dei suoi uomini di fiducia ai tempi della MotoGP, il capo meccanico Santi Mulero e l'addetto alla telemetria Lluís Lleonart.
Con la nascita della classe Moto2 nel 2010 iscrive il suo team usando moto Kalex (inizialmente chiamate Pons Kalex).

## Risultati nel motomondiale

### Classe 250
| 1981 | Classe | Moto   |   |    |   |   |   |   |    |   |   |   |   |   |   |   |  | Punti | Pos. |
| ---- | ------ | ------ | - | -- | - | - | - | - | -- | - | - | - | - | - | - | - |  | ----- | ---- |
| 1981 | 250    | Siroko | - | NE | - | - | - | - | NE | - | 7 | - | - | - | - | - |  | 4     | 28º  |

| 1982 | Classe | Moto  |    |    |   |   |   |   |   |   |   |   |   |   |   |   |  | Punti | Pos. |
| ---- | ------ | ----- | -- | -- | - | - | - | - | - | - | - | - | - | - | - | - |  | ----- | ---- |
| 1982 | 250    | Rotax | NE | NE | - | - | - | - | - | - | - | - | 3 | 4 | - | - |  | 18    | 15º  |

| 1983 | Classe | Moto  |   |   |   |   |   |   |   |   |   |   |   |    |  |  |  | Punti | Pos. |
| ---- | ------ | ----- | - | - | - | - | - | - | - | - | - | - | - | -- |  |  |  | ----- | ---- |
| 1983 | 250    | Rotax | - | - | - | 9 | 4 | - | - | - | - | - | - | NE |  |  |  | 10    | 18º  |

| 1984 | Classe | Moto  |   |     |   |   |     |     |   |    |   |   |   |   |  |  |  | Punti | Pos. |
| ---- | ------ | ----- | - | --- | - | - | --- | --- | - | -- | - | - | - | - |  |  |  | ----- | ---- |
| 1984 | 250    | Rotax | 3 | Rit | 1 | 3 | Rit | Rit | 5 | 15 | 2 | 6 | 9 | 5 |  |  |  | 66    | 4º   |

| 1986 | Classe | Moto  |   |   |     |   |   |   |   |   |   |   |   |    |  |  |  | Punti | Pos. |
| ---- | ------ | ----- | - | - | --- | - | - | - | - | - | - | - | - | -- |  |  |  | ----- | ---- |
| 1986 | 250    | Honda | 3 | 5 | Rit | 5 | 1 | 3 | 1 | 2 | 3 | 2 | 2 | NE |  |  |  | 108   | 2º   |

| 1987 | Classe | Moto  |   |   |   |   |   |   |   |   |   |     |   |   |   |   |   | Punti | Pos. |
| ---- | ------ | ----- | - | - | - | - | - | - | - | - | - | --- | - | - | - | - | - | ----- | ---- |
| 1987 | 250    | Honda | 2 | 9 | 7 | 5 | 4 | 8 | 3 | 4 | 7 | Rit | 4 | 3 | 5 | 2 | 1 | 108   | 3º   |

| 1988 | Classe | Moto  |   |   |   |     |   |   |   |   |   |   |   |   |   |   |   | Punti | Pos. |
| ---- | ------ | ----- | - | - | - | --- | - | - | - | - | - | - | - | - | - | - | - | ----- | ---- |
| 1988 | 250    | Honda | 2 | 2 | 1 | Rit | 2 | 2 | 5 | 6 | 1 | 1 | 2 | 4 | 1 | 2 | 3 | 231   | 1º   |

| 1989 | Classe | Moto  |   |   |   |   |   |   |   |   |   |   |   |   |   |   |   | Punti | Pos. |
| ---- | ------ | ----- | - | - | - | - | - | - | - | - | - | - | - | - | - | - | - | ----- | ---- |
| 1989 | 250    | Honda | 2 | 1 | 4 | 2 | 1 | 1 | 1 | 1 | 2 | 2 | 3 | 1 | 1 | 4 | 4 | 262   | 1º   |

| Legenda | 1º posto        | 2º posto            | 3º posto            | A punti      | Senza punti        | Grassetto – Pole position Corsivo – Giro più veloce |
| Legenda | Gara non valida | Non qual./Non part. | Ritirato/Non class. | Squalificato | '-' Dato non disp. | Grassetto – Pole position Corsivo – Giro più veloce |

### Classe 500
| 1980 | Classe | Moto   |  |     |  |    |  |  |  |  |    |  |  |  |  |  |  | Punti | Pos. |
| ---- | ------ | ------ |  | --- |  | -- |  |  |  |  | -- |  |  |  |  |  |  | ----- | ---- |
| 1980 | 500    | Yamaha |  | Rit |  | NE |  |  |  |  | NE |  |  |  |  |  |  | 0     |      |

| 1985 | Classe | Moto   |   |   |   |     |   |   |   |   |   |     |   |    |  |  |  | Punti | Pos. |
| ---- | ------ | ------ | - | - | - | --- | - | - | - | - | - | --- | - | -- |  |  |  | ----- | ---- |
| 1985 | 500    | Suzuki | 8 | 9 | 9 | Rit | - | - | - | - | 7 | Rit | - | 11 |  |  |  | 11    | 13º  |

| 1990 | Classe | Moto  |   |   |   |   |   |   |     |  |  |  |    |  |   |    |   | Punti | Pos. |
| ---- | ------ | ----- | - | - | - | - | - | - | --- |  |  |  | -- |  | - | -- | - | ----- | ---- |
| 1990 | 500    | Honda | 5 | - | 6 | 6 | 5 | 6 | Rit |  |  |  | NP |  | 7 | 10 | 7 | 76    | 10º  |

| 1991 | Classe | Moto  |   |     |     |  |  |  |  |    |    |   |     |     |   |   |   | Punti | Pos. |
| ---- | ------ | ----- | - | --- | --- |  |  |  |  | -- | -- | - | --- | --- | - | - | - | ----- | ---- |
| 1991 | 500    | Honda | 8 | Rit | Rit |  |  |  |  | 11 | 10 | 9 | Rit | Rit | 9 | 9 | - | 40    | 14º  |

| Legenda | 1º posto        | 2º posto            | 3º posto            | A punti      | Senza punti        | Grassetto – Pole position Corsivo – Giro più veloce |
| Legenda | Gara non valida | Non qual./Non part. | Ritirato/Non class. | Squalificato | '-' Dato non disp. | Grassetto – Pole position Corsivo – Giro più veloce |